# Robin Gandy
Robin Oliver Gandy (* 22. September 1919 in Rotherfield Peppard, Oxfordshire; † 20. November 1995 in Oxford) war ein britischer Logiker.
Gandy begann noch vor dem Zweiten Weltkrieg ein Studium der Mathematik und Philosophie am King’s College der Cambridge University, an der er bei Alan Turing 1952 promovierte (On axiomatic systems in mathematics and theories in physics), mit dem er auch zusammenarbeitete und mit dem er befreundet war. Das Studium war ab 1940 (er hatte damals den ersten Teil der Tripos-Prüfungen abgelegt, den dritten Teil holte er nach dem Krieg nach) sechs Jahre in der Zeit des Zweiten Weltkriegs unterbrochen, wo er zunächst als Radio- und Radar-Experte arbeitete. Er kannte Turing näher aus der Zeit während des Kriegs (1944 in Hanslope Park), als er mit ihm an  Sprachverschlüsselungsmethoden (eine Maschine mit dem von Gandy gewählten Codenamen Delilah) arbeitete. 1950 bis 1956 war er Lecturer in Angewandter Mathematik an der University of Leicester und 1956 bis 1961 in gleicher Funktion an der University of Leeds. 
1961 holte ihn Max Newman, der schon Turing dorthin geholt hatte, als Senior Lecturer an die  University of Manchester, wo er 1964 Reader und 1967 Professor wurde und Logik und Philosophie der Mathematik unterrichtete. 1966/67 war er Associate Professor an der Stanford University und 1968 an der UCLA. 
1969 wechselte er als Reader nach Oxford zum Wolfson College, wo heute eines der Gebäude nach ihm benannt ist. Vorher organisierte er noch 1969 das europäische Treffen der ASL in Manchester. In Oxford hatte er über 30 Doktoranden. 1986 ging er dort in den Ruhestand.
Er beschäftigte sich vor allem mit Rekursionstheorie und effektiver deskriptiver Mengenlehre. Eine Verallgemeinerung von Turing-Maschinen ist nach ihm benannt.
1970 bis 1973 war er im Rat der Association for Symbolic Logic. Er war Mitgründer (mit John Shepherdson) und erster Präsident des British Logic Colloquium.
Gandy war auch der Erbe von Turings schriftlichem Nachlass. Er war an der Herausgabe von dessen Werken beteiligt und arbeitete noch kurz vor seinem Tod an der Edition von Turings On computable numbers.
1962 war er Invited Speaker auf dem Internationalen Mathematikerkongress in Stockholm (Recursive functionals of type 3 and 4).
Einer von Gandys Doktoranden, John Sharkey, wurde später Mitglied des britischen Oberhauses (House of Lords) und brachte 2013 einen Antrag zur Rehabilitierung von Alan Turing ein. Dieser war 1953 wegen seiner Homosexualität zu einer Gefängnisstrafe verurteilt und psychiatrisch zwangsbehandelt worden, woraufhin er wenig später Suizid beging.